# 新冠川

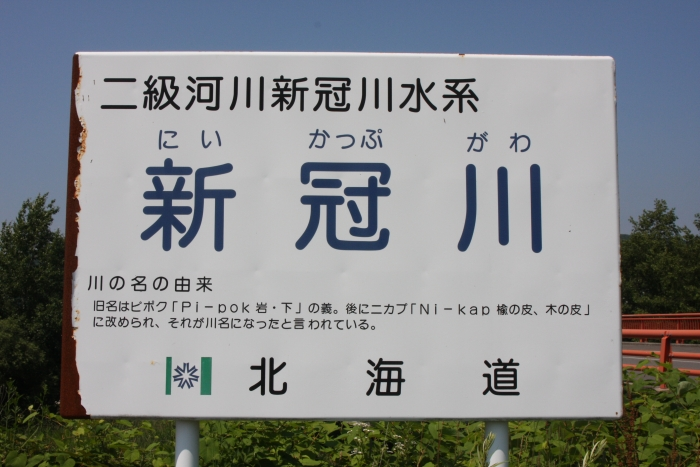
姉去橋にある新冠川の河川標識

新冠川（にいかっぷがわ）は、北海道日高振興局の新冠郡新冠町内を流れ太平洋に注ぐ二級河川。新冠川水系の本流である。上流域は日高山脈襟裳十勝国立公園に指定されている。

## 地理

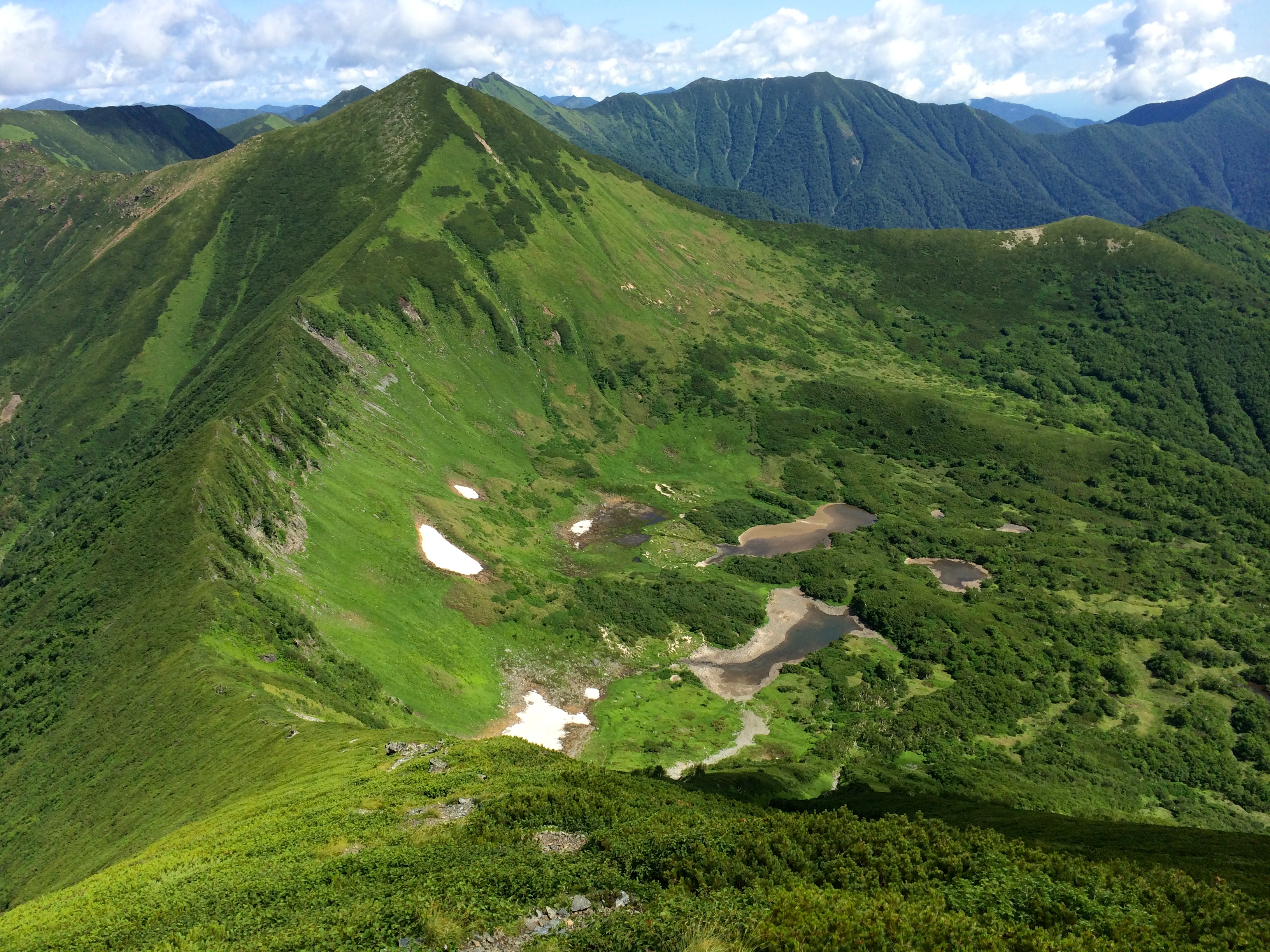
源頭部の幌尻岳七つ沼カール

日高山脈最高峰の幌尻岳七つ沼カールで源を発し、難工事を極めた奥新冠ダムから新冠ダムおよび下新冠ダム、岩清水ダムを経て新冠市街付近の河口で太平洋に注ぐ。

## 川名の由来

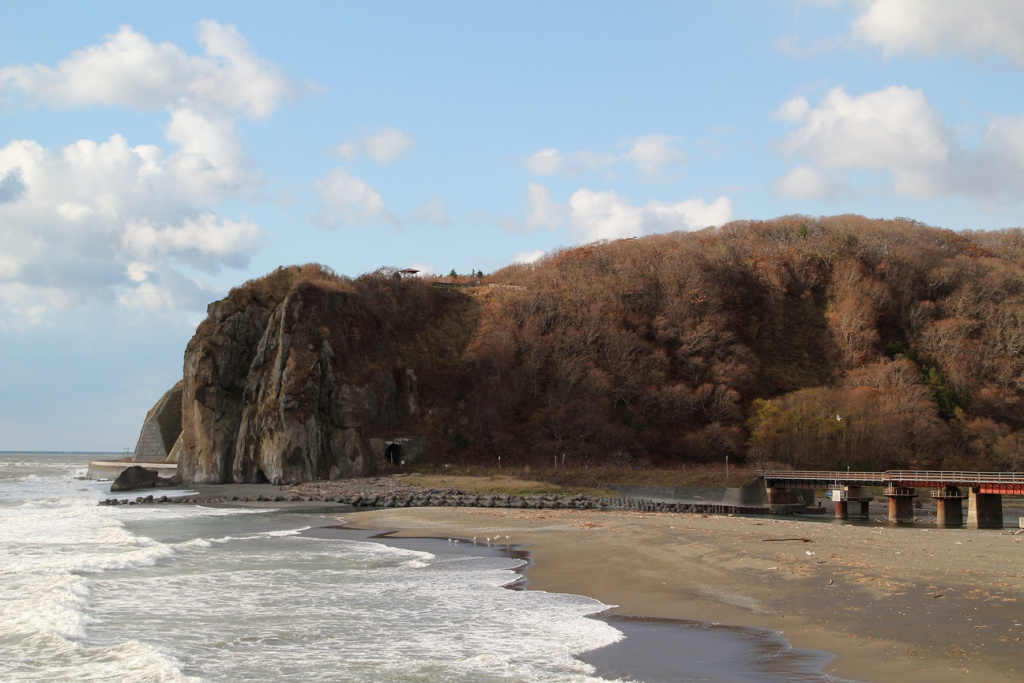
新冠川河口の判官館岬。この様子が「ピポㇰ（pi-pok）」の由来になったとされる。

松浦武四郎の『東蝦夷日誌』の記述に依れば、もともとアイヌ語では河口付近に大岩が突き出している地形から「ピポㇰ（pi-pok）」（岩・下）と呼ばれていたとされるが、1809年（文化6年）に川尻の会所の名称を「呼び声のよろしからざるに依て」、「ビボク」から「ニイカツプ」と改めたことにより、川の名称も変化したとされている。

## 治水および利水
上流部は日高電源一貫開発計画の中心河川として北海道電力により電力供給が行われている。水力発電の詳細は下表を参照。
| 一次 支川名 （本川） | 二次 支川名 | ダム名     | 堤高 (m) | 総貯水 容量 （千m3） | 型式         | 事業者     | 備考                   |
| -------------------- | ----------- | ---------- | -------- | -------------------- | ------------ | ---------- | ---------------------- |
| 新冠川               | -           | 奥新冠ダム | 61.2     | 6,665                | アーチ式     | 北海道電力 | 日高山脈襟裳国定公園内 |
| 新冠川               | -           | 新冠ダム   | 102.8    | 145,000              | ロックフィル | 北海道電力 |                        |
| 新冠川               | -           | 下新冠ダム | 46.0     | 6,550                | 重力式       | 北海道電力 |                        |
| 新冠川               | -           | 岩清水ダム | 30.0     | 1,814                | 重力式       | 北海道電力 |                        |

## 流域の自治体
北海道
日高振興局新冠郡新冠町

## 支流
流域の自治体はすべて新冠町。
- エサオマン入ノ沢[6][要ページ番号]
- ペツピリガイ沢
- 幌尻沢
- ブイラルベツ川
- ヌカンライ沢川
- イドンナップの沢
- シュウレルカシュペ沢
- モウレルカシュペ沢
- リライベツ川
- アクマップ川
- 緑川
- チョリバライ川
- 田淵の沢川
- 東泊津川
- 高江川

## 主な橋梁
- いこい橋
- みやま大橋
- 下新冠大橋
- 御影橋 - 北海道道71号平取静内線
- 滑若橋
- 明和橋
- 姉去橋 - 北海道道1026号新冠平取線
- 新冠橋 - 国道235号
- メロディ大橋
- 新冠川橋梁 - JR日高本線